# Ilhéu Caroço

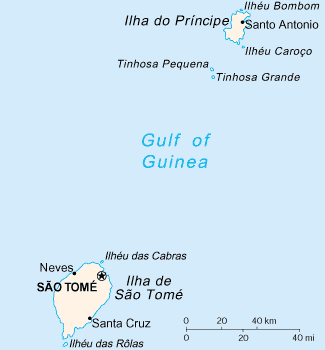
Mapa Wysp Świętego Tomasza i Książęcej – Ilhéu Caroço widoczne na południowy wschód od Wyspy Książęcej

Ilhéu Caroço (dawniej Ilhéu Boné de Jóquei) – niezamieszkana wysepka wulkaniczna na Oceanie Atlantyckim, w Zatoce Gwinejskiej, położona na południowy wschód od Wyspy Książęcej. Wyspa należy do państwa Wyspy Świętego Tomasza i Książęca.